# Aeralpi
Die Aeralpi Linee Aeree war eine in den 1960er Jahren tätige italienische Fluggesellschaft.
Die Fluggesellschaft wurde auf Initiative einiger öffentlicher und privater Investoren, darunter Graf Cesare d'Acquarone, Giovanni Ferrari und Umberto Klinger, gegründet. Sie waren von der Notwendigkeit überzeugt, den Tourismus von und nach Cortina d’Ampezzo auf dem Luftweg zu bedienen. Im Jahr 1962 begannen Versuchsflüge auf den Strecken Venedig-Cortina, Cortina-Mailand-Linate und Cortina-Bozen. Später wurde das Angebot an Linien- und Charterflügen hauptsächlich innerhalb Italiens erweitert.
Nachdem 1967 eine Short Skyvan in Venedig zu Bruch ging und nur fünf Tage später eine Twin Otter beim Fadalto-Pass mit 5 Toten verunglückte, dann 1968 auch noch der Hauptaktionär Cesare Acquarone getötet wurde, stellte Aeralpi den Flugbetrieb ein.

## Flotte
Aeralpi setzte folgende Flugzeugtypen ein:

- de Havilland Canada DHC-6 – 6 Stück
- Pilatus PC-6 Turbo-Porter – 3 Stück
- Short Skyvan – 2 Stück

## Zwischenfälle
- Am 6. März 1967 wurde eine Short Skyvan 2 der Aeralpi (Luftfahrzeugkennzeichen I-TORE) bei der Landung während eines Trainingsflugs in dichtem Nebel auf dem Flughafen Venedig-Tessera (Italien) viel zu schnell aufgesetzt, statt mit 70 Knoten mit 90 bis 100 Knoten. Die Maschine sprang wieder hoch und schlug gegen eine Ufermauer, wobei das rechte Hauptfahrwerk, das Bugfahrwerk und die rechte Tragfläche abrissen. Das Flugzeug kam auf dem Rücken liegend im flachen Wasser zum Stillstand. Alle drei Piloten, die einzigen Insassen auf dem Übungsflug, überlebten den Unfall.[3]

- Nur fünf Tage später, am 11. März 1967, wurde eine de Havilland Canada DHC-6-100 Twin Otter der Aeralpi (I-CLAI) auf dem Flug von Venedig zu ihrem Heimatflugplatz Cortina d’Ampezzo in einen Berg geflogen. Während des Ausweichflugs zum Flugplatz Belluno, der nach Sichtflugregeln, aber in dichtem Nebel weitergeführt wurde, kollidierte die Maschine in einem Tal nahe dem Fadalto-Pass mit dem 1763 Meter hohen Berg Col Visentin. Bei diesem CFIT (Controlled flight into terrain) wurden 5 der 6 Insassen getötet, beide Piloten und 2 der 3 Passagiere. Dies war der erste tödliche Unfall mit einer DHC-6 Twin Otter und auch der erste Totalschaden.[4]